# Mico intermedius
 (décembre 2023).
Si vous disposez d'ouvrages ou d'articles de référence ou si vous connaissez des sites web de qualité traitant du thème abordé ici, merci de compléter l'article en donnant les références utiles à sa vérifiabilité et en les liant à la section « Notes et références ».
 (décembre 2023).
Ouistiti de l'Aripuanã
Espèce
Statut de conservation UICN

 LC  : Préoccupation mineure
Statut CITES
Le Mico intermedius, aussi connu sous le nom de ouistiti d'Aripuanã, est une espèce de primates de la famille des Callitrichidaes.

## Systématique
Le nom valide complet de ce taxon est Mico intermedius (Hershkovitz, 1977). L'espèce a été initialement classée dans le genre Callithrix sous le protonyme Callithrix intermedia (Hershkovitz, 1977).

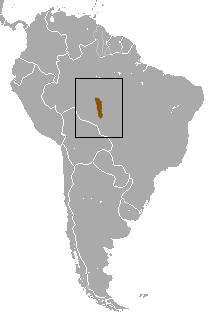
Répartition du Mico Intermedius

## Répartition et habitat
Le Mico intermedius est présent dans le nord du Brésil, au sud du Rio Madeira, entre l'interfluve du Rio Aripuanã à l'ouest et du Rio Roosevelt à l’est. Sa limite australe se situe à la jonction de ces deux rivières, là où se rencontre également la zone de distribution du ouistiti à queue noire, Mico melanurus. Cette espèce occupe tout le bassin du Rio Guariba.
Leur habitat se trouve dans une forêt pluviale.

## Description
L'avant-corps se caractérise par une teinte blanche, argentée, voire jaunâtre, tandis que le bas du dos et la croupe revêtent une couleur brun foncé. Les cuisses présentent une large raie jaune dorée, tandis que la partie inférieure affiche une teinte orangée. La queue, quant à elle, s'éclaircit progressivement de brun à doré, puis à blanchâtre vers son extrémité. La face de l'animal peut être rose ou sombre, avec des nuances de gris selon le niveau de dépigmentation. Les touffes auriculaires blanches sont réduites.
L'appellation latine "intermedius" trouve son explication dans le fait qu'il a été considéré par Hershkovitz comme une forme physiquement intermédiaire entre l’Ouistiti de Santarém et l’Ouistiti à jambes jaunes. Cependant, selon A. B. Rylands, il pourrait s'agir d'une forme « délavée » de melanurus. Les deux variantes coexistent de part et d'autre du Rio Aripuanã, mais exhibent chacune une même raie pâle sur la hanche, un arrière-train coloré de la même manière et une couronne sombre, légèrement plus claire chez intermedius.

## Domaine
Le domaine s'étend de 13 à 28 hectares.

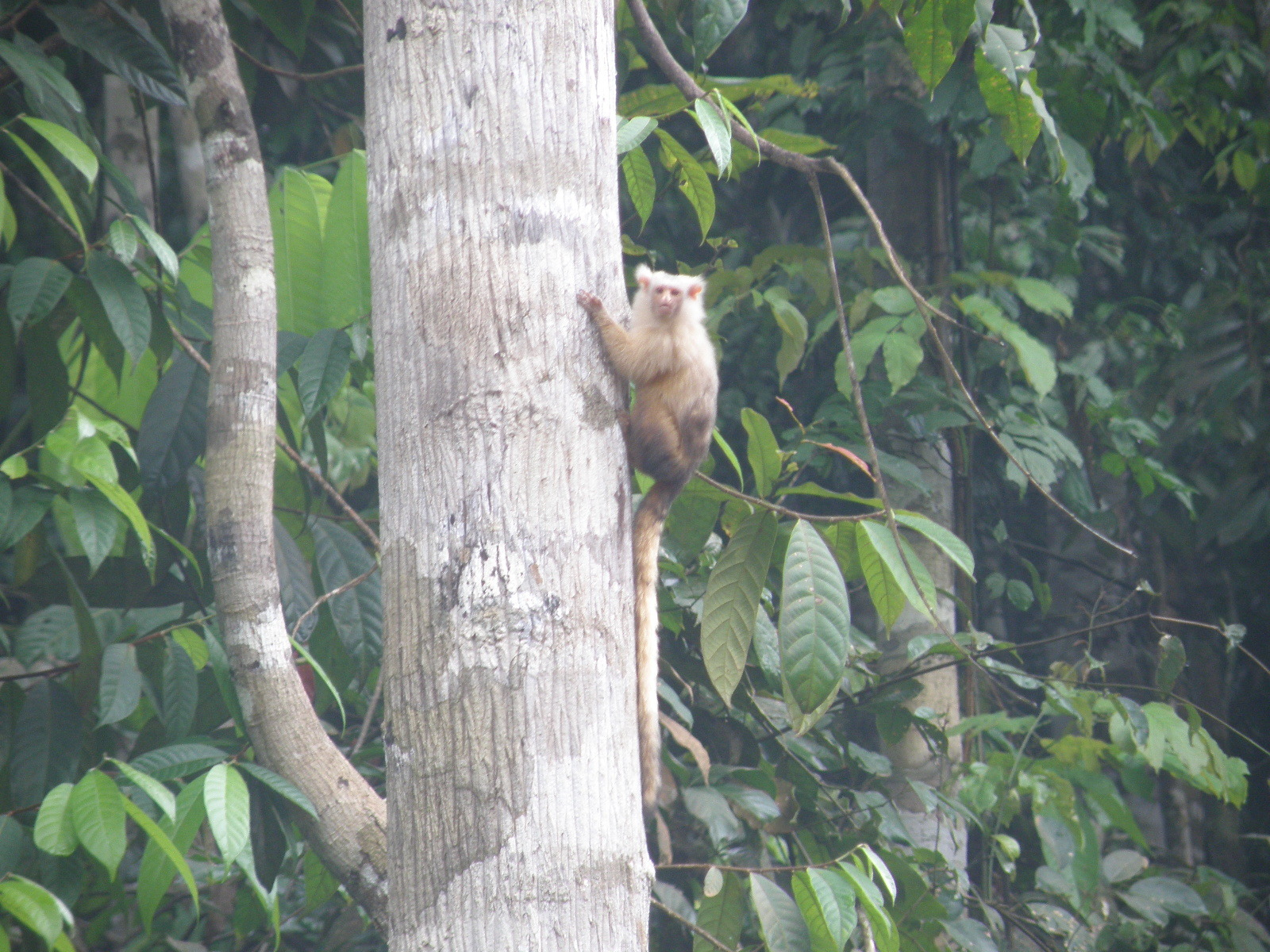
Mico Intermedius

## Locomotion
Cet animal est un quadrupède, ce qui signifie qu'il se déplace en utilisant ses quatre membres. Comparé aux ouistitis atlantiques, il a un régime alimentaire caractérisé par une consommation plus importante de fruits et une moindre consommation d'exsudats, comme c'est souvent le cas chez de nombreuses espèces de la région amazonienne. Il a tendance à pratiquer moins fréquemment l'accrochage vertical et préfère avancer en marchant sur ses quatre pattes ou en effectuant des bonds.

## Comportement de base
Le Mico intermedius est un animal diurne et arboricole, ce qui signifie qu'il est actif pendant la journée et qu'il passe la majeure partie de son temps à vivre et à se déplacer dans les arbres.

## Activités
Il entre en activité tôt le matin, environ une demi-heure après le lever du soleil, et achève ses activités une heure et demie avant le crépuscule. Il parcourt quotidiennement des distances variant entre 740 mètres et 1,5 kilomètres.

## Alimentation
Il possède un régime alimentaire varié, étant à la fois frugivore, gommivore et insectivore. Il consomme plus de 60 espèces de plantes, mais il montre une préférence marquée pour deux d'entre elles, qui représentent à elles seules la moitié de son alimentation. Son budget alimentaire végétal se compose principalement de fruits (82%) et d'exsudats végétaux (17%). En période de rareté des fruits, sa consommation de gomme peut augmenter jusqu'à 25-59%. Il explore le sol à la recherche d'insectes et de petits invertébrés, profitant parfois de l'agitation provoquée par le passage des fourmis légionnaires.

## Taille du groupe
Le groupe est généralement composé de 11 à 12 membres, mais il peut varier entre 8 et 15.

## Structure sociale et système de reproduction
Ils présentent une structure de groupe multimâle-multifemelle, ce qui signifie que plusieurs mâles et plusieurs femelles cohabitent au sein du même groupe. De plus, le système de reproduction de cette espèce est caractérisé par la polyandrie, où une femelle peut s'accoupler avec plusieurs mâles au sein du groupe.

## Conservation
Ils sont conservés dans le SE d’Iquê-Juruena, située au Brésil, (à moins que ce ne soit M. melanurus).